# Убийца должен убить снова
Убийца должен убить снова (итал. L'assassino è costretto ad uccidere ancora) — итало-французский фильм ужасов/триллер (джалло) 1975 года режиссёра Луиджи Коцци.

## Сюжет
Джорджо Маинарди решает убить свою жену. Случайным образом он становится свидетелем того, как одетый во всё чёрное человек пытается избавиться от трупа молодой девушки. Надеясь получить крупное наследство, Джорджо договаривается с этим человеком об убийстве своей жены. По совместному сговору организатор и исполнитель решили обставить всё преступление как похищение. Наконец, в то время как первая часть преступления — непосредственно убийство, была выполнена, и когда труп убитой женщины был положен в багажник автомобиля, убийца вернулся в дом, а в это время молодая пара угнала автомобиль с трупом. Убийца пытается преследовать угонщиков, а совместный план преступления становиться под угрозой разоблачения. За расследование похищения жены Джорджо берётся полиция.

## В ролях
- Джордж Хилтон — Джорджо Маинарди
- Антуан Сент-Джон — убийца
- Феми Бенусси — Диззи Блонд
- Кристина Гальбо — Лаура
- Эдуардо Файярдо — инспектор
- Тере Веласкес — Норма
- Алессио Орано — Лука
- Сидни Ром — первая жертва